# 데포르티보 라라

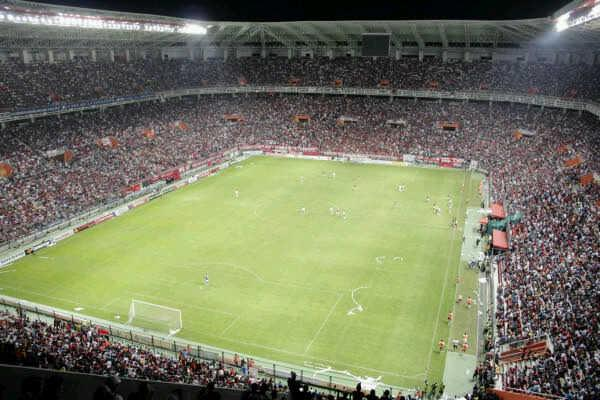

데포르티보 라라(Deportivo Lara)는 베네수엘라 라라 주 카부다레를 연고로 하는 축구 클럽이다. 이 팀은 2009년에 창단되었으며 현재는 베네수엘라 프리메라 디비시온에 참가하고 있다.

## 역대 감독
| 감독                | 임기        |
| ------------------- | ----------- |
| 레오나르도 곤살레스 | 2016 ~ 2020 |
| 레오나르도 곤살레스 | 2021        |

## 같이 보기
- 베네수엘라 프리메라 디비시온